# Quarts de Westminster
Els  quarts de Westminster  (en anglès  Westminster Quarters  o  Westminster Chimes ) són la sintonia més comuna en els rellotges amb carilló per assenyalar cada quart d'hora i hora en punt. Està compost d'un total de 4 estrofes amb lletra, una per cada quart, i que es canta, segons la tradició, cada vegada que el rellotge toca la seva sintonia. També és coneguda com a Cambridge Chimes per la seva localització més antiga, l'església de St Mary the Great, Cambridge.
| Un quart :     | (1)                                                                               |
|                | Audio playback is not supported in your browser. You can download the audio file. |
| dos quarts :   | (2)(3)                                                                            |
|                | Audio playback is not supported in your browser. You can download the audio file. |
| Tres quarts :  | (4) (5) y (1)                                                                     |
|                | Audio playback is not supported in your browser. You can download the audio file. |
| Hora en punt : | (2) (3) (4) (5) i Campanada "Big Ben"                                             |
|                | Audio playback is not supported in your browser. You can download the audio file. |